# Francisco Martínez Allende
Francisco Martínez Allende (Sirviella, España; 1907 - Buenos Aires, Argentina; 25 de agosto de 1954) fue un actor, director de teatro y dramaturgo español nacionalizado argentino.

## Carrera profesional
Fue una de las figuras del teatro español desvanecidas por el exilio que siguió a la Guerra Civil. A los quince años emigró a Buenos Aires, donde realizó sus estudios e inició su carrera en teatro como actor y escritor. Allí conocido al célebre Federico García Lorca.
Trabajó en Buenos Aires, donde se exilió en 1947, como actor de teatro y como director del Teatro Odeón de esa ciudad. Posteriormente se trasladó a España donde ya regía el gobierno republicano instaurado en 1931, donde funda y dirige el teatro Tribuna (Teatro del Pueblo) al mismo tiempo que es designado director de espectáculos teatrales del Ejército Republicano y de las agrupaciones teatrales El Retablo y Titiribi, este último dedicado a los niños.
Al caer la Segunda República española viaja en 1940 a La Habana, donde trabaja como profesor en la Academia de Artes Dramáticas de la Escuela Libre de esa ciudad. Son de esa época sus puestas en escena de Las máscaras y el polvo, de Luigi Chiarelli, A las doce de la noche de los autores cubanos Francisco Ichaso y Gustavo Baguer y La comedia de la felicidad de Nicolás Evreino. También escribió piezas breves de teatro con contenido político y realizó la puesta el 27 de octubre de 1942 de la obra multidisciplinaria La Silva. Escribió un polémico libreto para el ballet Antes del alba en el cual no solo innovaba con la crítica social que contenía, sino que además introducía por primera vez en piezas de ese género piezas populares -guaracha, rumba, conga y un Diablito de las religiones sincréticas afrocubanas- que eran ejecutados por los bailarines académicos. Con esa puesta se inicia en Cuba el movimiento teatral y danzario La Silva; pese a su corta duración, esta iniciativa influyó en el posterior desarrollo artístico de figuras como Alicia y Fernando Alonso, Cuca Martínez, Carmen Montejo, Eduardo Casado y Paquita Martínez Allende, entre otras.
En 1946 regresa a Argentina donde trabaja en el teatro y en varias películas. De esa etapa es el estreno de la obra Santos Vega, el payador de Antonio Pagés Larraya que llevara a cabo en 1953 en el teatro Marconi la compañía que dirigía. Falleció en ese país en 1954.

## Obras
Camino leal. Asociación de Directores de Escena Madrid 2014

## Filmografía
Actor;
- Mujeres casadas (1954)
- La telaraña (1954)
- María Magdalena (1954)
- El gaucho y el diablo (1952)
- Facundo, el tigre de los llanos (1952)
- Café cantante (1951)
- La muerte está mintiendo (1950)
- El hombre de las sorpresas (1949)
- El extraño caso de la mujer asesinada (1949)
- El tambor de Tacuarí (1948)
- Vacaciones (1947).... Juan

## Premio
La Academia de Artes y Ciencias Cinematográficas de la Argentina le otorgó el premio Cóndor Académico al mejor actor protagónico de 1952 por su actuación en la película Facundo, el tigre de los llanos (1952).